# Мері-Анн
Мері-Анн (англ. Marianne / фр. Île Marianne) — невеликий гранітний острів у Індійському океані, входить до Північно-Східної групи Сейшельського архіпелагу.
Розташований за 3,8 км на південній схід від острова Фелісіте та за 50 км на північний схід від острова Мае. Довжина острова становить 1,9 км, ширина — 800 м. Найвища точка острова — пагорб Естель-Хілл (130 м). На заході є пляж, південна частина острова придатна для дайвінгу.
Острів Мері-Анн був відкритий дослідником Маріоном Дю Френом у 1768 році. На початку XIX століття знаходився у приватній власності, але нестача прісної води гальмувала економічний розвиток острова. З 1830-х років на Мері-Анн вирощували маїс, а на початку XX століття було створено кокосову плантацію, де вироблялася копра. В ті часи на західному узбережжі острові існувало поселення Ла Кур (La Cour), де станом на 1940 рік мешкало 60 поселенців. Плантація та поселення проіснували до 1970-х років. В теперішній час острів незаселений, іноді його відвідують рибалки та любителі дайвінгу.
Фауна острова представлена кількома різновидами гекона, включаючи Phelsuma sundbergi та Phelsuma astriata semicarinata. Є відомості, що на острові спостерігався рідкісний птах — сейшельська райська мухоловка (Terpsiphone corvina). Також колись на острові мешкав вимерлий наразі вид птахів Zosterops semiflavus.